# Harpactea henschi
Harpactea henschi là một loài nhện trong họ Dysderidae.
Loài này thuộc chi Harpactea. Harpactea henschi được Wladislaus Kulczynski miêu tả năm 1915.